# Burg Kakesbeck

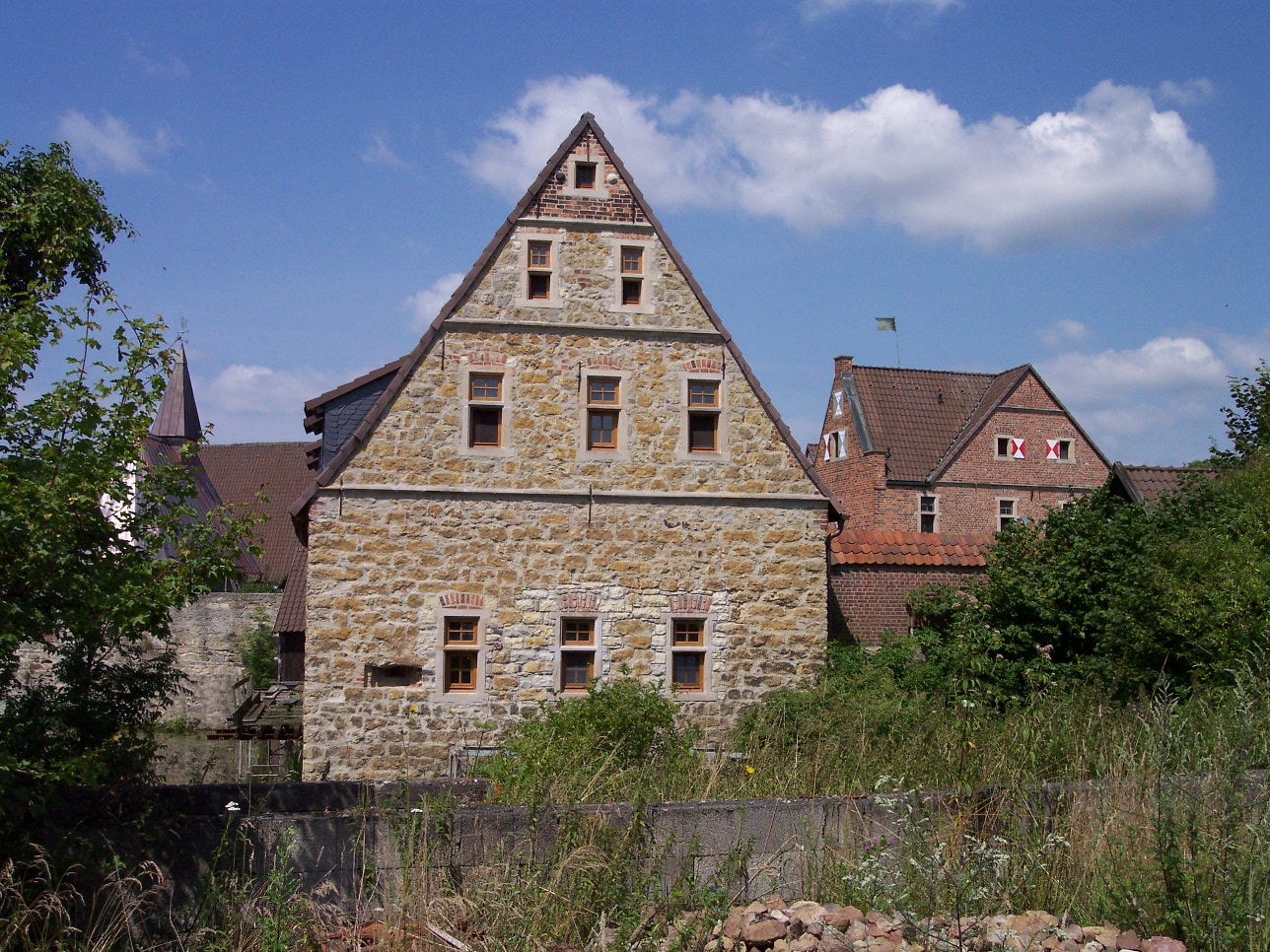
Haus Kakesbeck

Die Burg Kakesbeck ist die älteste von drei erhaltenen Wasserburgen in Lüdinghausen im Kreis Coesfeld. Sie liegt fünf Kilometer nördlich des Stadtzentrums in der Bauerschaft Bechtrup östlich der L 835 an der Stever. Die Adresse ist Bechtrup 63. Eine Außenbesichtigung ist jederzeit möglich, eine Besichtigung der Burganlage von innen muss vorher angemeldet werden.

## Geschichte

### Mittelalter
Die ursprünglichen Besitzer nannten sich „von Kakaresbeki“ und waren Ministeriale des Klosters Werden an der Ruhr. Kakesbeck wird im 9. Jahrhundert erstmals in den sogenannten Urbaren des Klosters Werden erwähnt. Um 1100 kam der Hof durch Tausch in den Besitz der Grafen von Dale, deren umfangreicher Besitz bis in die heutigen Niederlande reichte. Um 1120 wurde außerhalb der bereits bestehenden Gebäude, eine Motte errichtet, deren Hügel und Wall noch heute nördlich der Burg erkennbar sind. Mit dem Tod von Wilhelm Graf von Dale starb das Geschlecht im Mannesstamm aus. Graf Otto von Tecklenburg heiratete 1316 Kunigunde von Dale und wurde neuer Besitzer der Burg. Diese verkaufte er 1322 an Bernhard von Wulfheim, Droste zu Vischering, gen. Bernd de Droste. Der bewehrte Hof wurde durch den neuen Besitzer zu einer „Zwei-Insel-Burg“ ausgebaut. Nachdem die Familie Droste zu Kakesbeck 1384 im Mannesstamm erloschen war, kam die Burg durch Heirat der Gödeke Droste mit Heidenreich von Oer dem Jüngeren in den Besitz seiner Familie.
Der Grundstein der heutigen Anlage wurde wohl Anfang des 14. Jahrhunderts gelegt. Anschließend ließen ihre Besitzer das Anwesen nach und nach erweitern. Es erfolgte der Bau einer zweiten und dritten Vorburg mit dem Hildegardisturm, einer Ölmühle, einem 30 Meter hohen Bergfried, Ökonomiegebäude, Marstall, zwei weiteren Türmen und einer Zugbrücke. In ihrer Blütezeit umfasste die Anlage fast einen Quadratkilometer Fläche und bestand neben der Kernburg aus fünf Vorburgen, die durch Wälle und Gräften gesichert waren.

### Frühe Neuzeit
Aus der Familie von Oer ist besonders der Ritter Lambert bekannt. Als er Burgherr auf Kakesbeck war, lag er 1520 mit Gottfried von Harmen zu Horne, genannt Goddert, im Streit um die Besitzrechte an den Mechelnschen Gütern, einem Streubesitz um Ahlen. Goddart überfiel mit sechs Getreuen Lambert 200 Meter östlich seiner Burg und ließ ihm ein eisernes Halsband mit innenseitigen Dornen anlegen, um ihn zum Einlenken zu zwingen. Der damals 80-jährige Lambert ritt nach Münster zu dem Waffenschmied Thiele Schwoll am Hörstertor. Dieser befreite ihn von dem Halsband, indem er es aufmeißelte.Das originale Halsband wird heute im Münsterlandmuseum in der Burg Vischering ausgestellt, eine originalgetreue Replik befindet sich auf Burg Kakesbeck.
Unter der Familie von Oer wurde das Herrenhaus ab 1601 für Bernhard von Oer und seine Frau Margaretha Quadt von Wickrath, unter Verwendung alter Fundamente grundlegend umgestaltet und nach Osten erweitert. Davon zeugt noch heute eine eingemeißelte Jahreszahl. 1684 ging die Wasserburg durch Heirat in den Besitz der märkischen Uradelsfamilie von der Recke zu Reck über, ehe die Drosten zu Vischering die Burg 1738 zusammen mit 80 hörigen Höfen erwarben.

### Seit 19. Jahrhundert
Zu Beginn des 19. Jahrhunderts hatte ein Feuer den Großteil des Herrenhaus-Obergeschosses zerstört. Die Schäden wurden in der Folgezeit jedoch behoben und das Obergeschoss zum Teil wiederaufgebaut. Die ehemalige Burgkapelle ließ man 1868 abtragen.
Im Zuge des Lastenausgleichs nach 1950 wurde Kakesbeck in 14 Höfe aufgeteilt. Die Hauptburg ging an den Verwalter der Burg Vischering, Josef Schultze Frenking, der den Namen Bolte annahm. 1971 kam die Hauptburg durch Kauf in den Besitz der Eheleute Grewing. Wilfried Grewing veranlasste Ausgrabungen unter der Leitung von Alfred Zeischka in Zusammenarbeit mit dem Landeskonservator, bei denen unter anderem Teile der ehemaligen Ringmauer und Fundamente einer alten Wehrmauer etwa aus der Zeit des 13. Jahrhunderts gefunden wurden. Die ältesten Pfahlgründungen an der Schildmauer konnten durch dendrochronologische Untersuchungen auf das Jahr 830 datiert werden. Der 2020 verstorbene Burgherr ließ auf diesen nachgewiesenen Fundamenten und unter Verwendung noch vorhandener historischer Bausubstanz die Burg wieder aufbauen und ihre Geschichte durch Bildnisse an der Schildmauer darstellen. In den 1980er Jahren ließ der Besitzer die Burg um ein Vierständerfachwerkhaus aus dem 15. Jahrhundert und eine Reithalle erweitern. Das denkmalgeschützte Fachwerkhaus wurde aus Lippstadt an seinen heutigen Standort transloziert. In diesen Gebäuden befindet sich heute eine Reitschule.
Mit dem Wiederaufbau der Burgkapelle wurde 1988 begonnen. Der Grundriss der alten Kapelle war durch noch vorhandene Fundamente bekannt und wurde beibehalten. Der neue Bau wurde 2014 als ökumenische Kapelle eingeweiht. Die Kunstmaler Mathes Schweinberger und Andreas Raub schmückten den Innenraum mit 40 Porträts außergewöhnlicher Persönlichkeiten, den  „Heiligen von Kakesbeck“. Die Dargestellten sind evangelischer, katholischer und jüdisch Konfession. Die ökumenische Burgkapelle steht für Besichtigungen und Trauungen offen.
Zum 1. Januar 2016 brachten die Eigentümer die Burg in eine Stiftung ein. Die Stiftung trägt den Namen „Dr. Wilfried und Hildegard Grewing-Stiftung“. Die restlichen Bauarbeiten auf der Burg gehen in Abstimmung mit den Denkmalbehörden voran. Der Rittersaal und der romanische Gewölbekeller wurden fertiggestellt und sollen für Konzerte, Vorträge, temporäre Ausstellungen und Veranstaltungen genutzt werden.

## Beschreibung

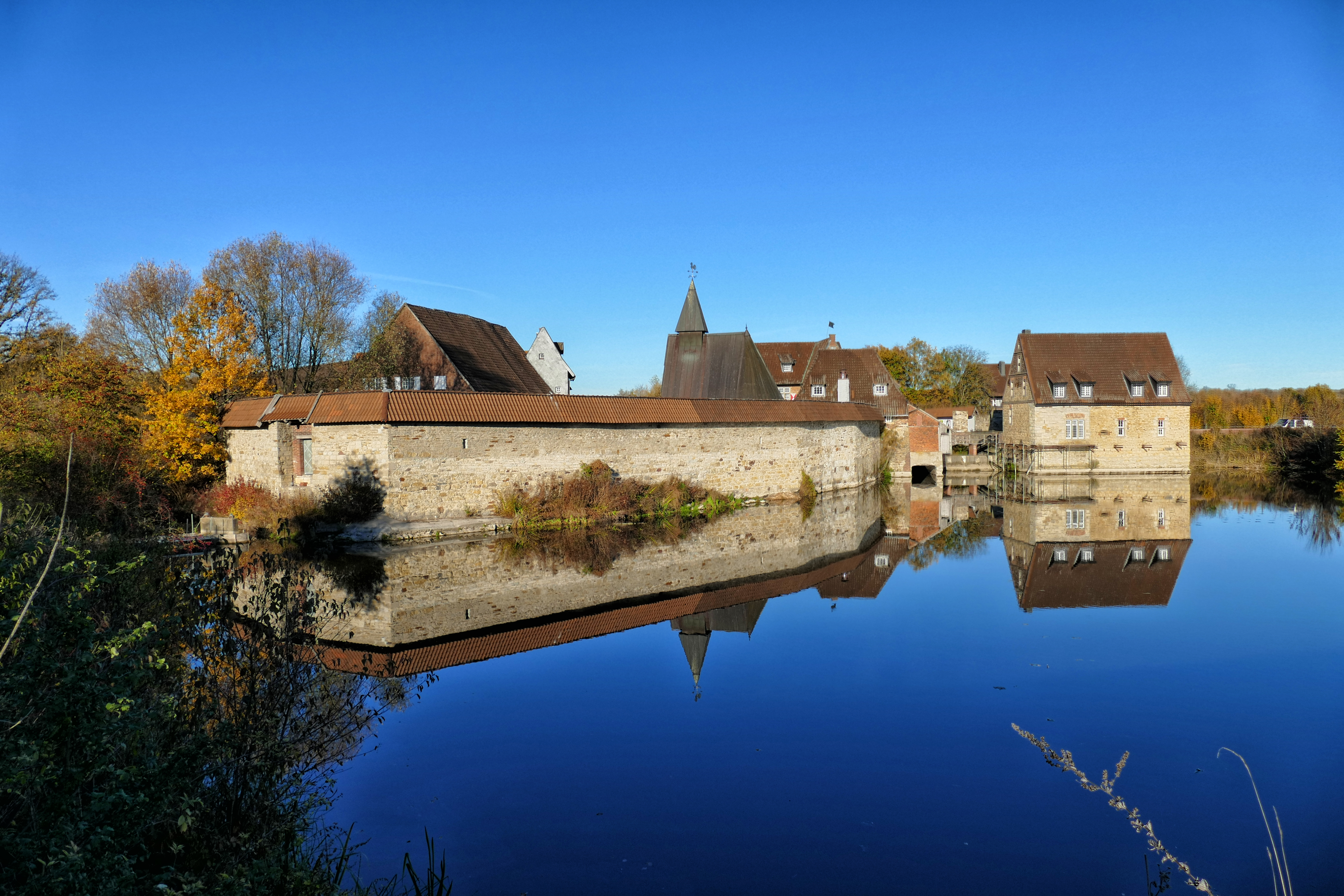
Ansicht von Süden

Burg Kakesbeck ist heute eine zweiteilige Anlage, die aus einem Kern- und einem Vorburgbereich besteht und von einem umfangreichen Gräftensystem umgeben ist, das von der Stever gespeist wird. Als Baumaterial kamen vor allem Baumberger Sandstein und Backsteine zum Einsatz.
Der heutige Gebäudebestand stammt mehrheitlich aus dem 14. bis 16. Jahrhundert, so zum Beispiel das Brauhaus von 1542 und ein spätgotisches, zeitweise als Wachhaus genutztes Speicherhaus aus demselben Jahr im nördlichen Teil der Vorburg. Ein Torhaus wurde im 17. Jahrhundert errichtet, ebenso das Herrenhaus, dessen Keller wiederum aus früherer Zeit stammt. Er besitzt eine Gewölbedecke, die von kurzen Säulen mit Sockeln und Kapitellen im Stil der Romanik getragen wird.
Kakesbeck verfügt über eine umfangreiche Bibliothek und große Keramiksammlung mit Funden aus der Burggräfte.

## Legende
Einer Legende nach sollen in den Kellergewölben der Burg nachts drei kopflose Kälber spuken. Es sind die drei verwunschenen Söhne des Lambert von Oer, dem es nie gelang, drei Jungfrauen in den Keller zu locken, um sie zu erlösen.